# Klára Hajdu

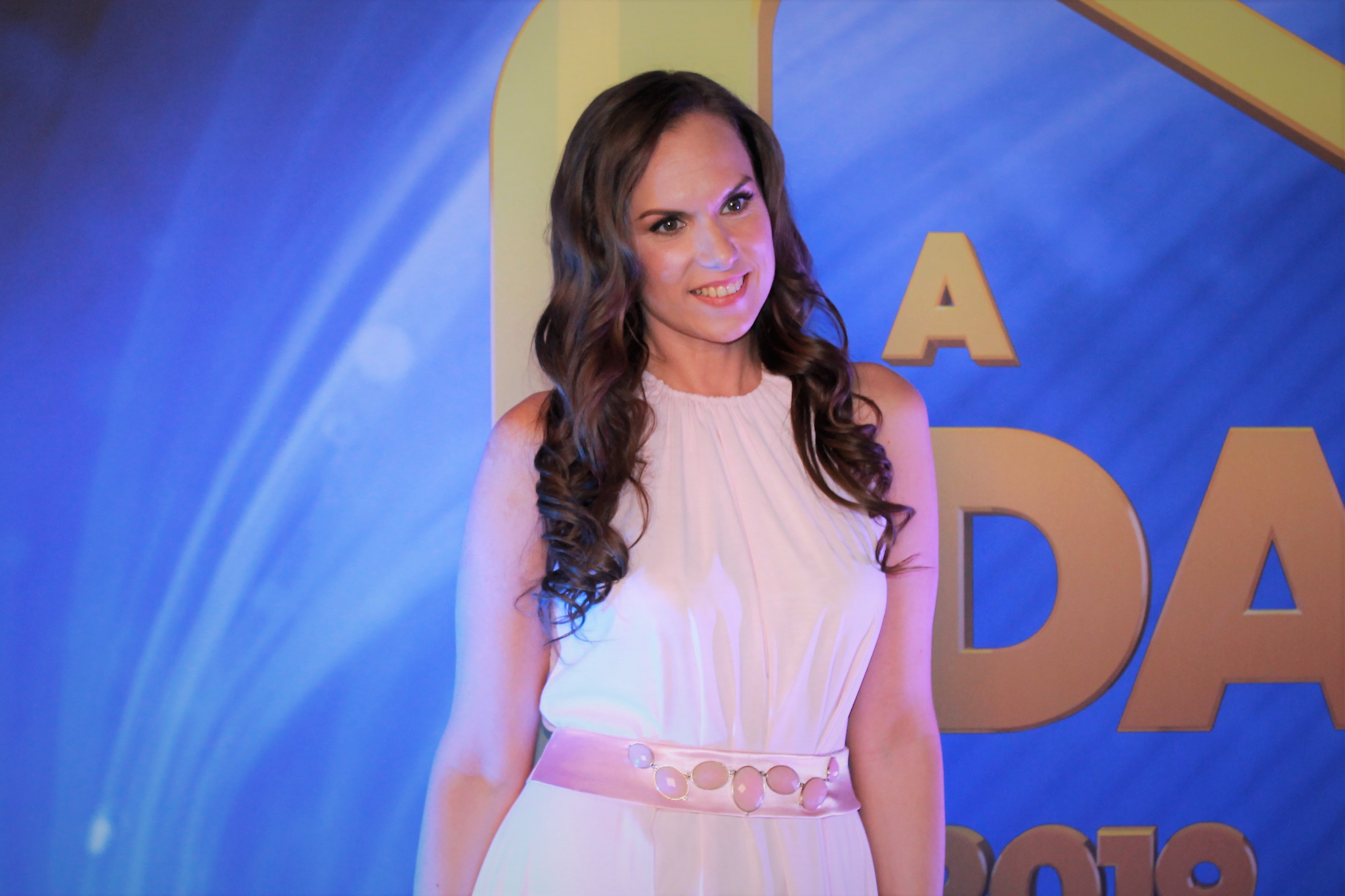
Hajdú Klára (2019)

Klára Hajdu (* 3. Juni 1982 in Szeged) ist eine ungarische Jazzmusikerin (Gesang, Komposition).

## Leben und Wirken
Hajdu erhielt eine musikalische Früherziehung im Kindergarten, besuchte dann die Musikgrundschule und lernte Klavier. Sie sang in Chören und nahm an Gesangswettbewerben teil. Ihre Eltern führten sie schon früh an den Jazz heran. Im Alter von 15 Jahren begann sie in Szeged an der HAMMIDO-Grundschule für Unterhaltungsmusik bei Adrienne Szabó Jazzgesang zu lernen. Nach einer fünfjährigen Ausbildung studierte sie am Jazzkonservatorium von Székesfehérvár. Im Jahre 2001 gewann sie den ersten Preis des Sony Music-Talentwettbewerbs; 2007 erwarb sie ihren Abschluss am Lehrstuhl für Jazzmusik der Franz-Liszt-Musikakademie, wo sie bei Tamás Berki, Ágnes Lakatos und Irma Holczer studierte.
Als Mitglied der Elemér Balázs Group war Hajdu zwischen 2003 und 2012 an mehreren Alben wie Refracting Sounds, Early Music und Memories beteiligt. Ihre eigene Band, das Hajdu Klára Quartett, gründete sie 2008 zunächst mit dem Pianisten József Balázs, dem Kontrabassisten Márton Soós und dem Schlagzeuger Balázs Cseh. 2009 sang sie in József Pacsovszkys Film Days of Desire, der beim 41. ungarischen Spielfilmfestival mit dem Goldenen Mikrofon ausgezeichnet wurde; die Filmmusik wurde von Kristóf Bacsó komponiert.
2013 entstand mit ihrem Hajdu Klára Quartet das Album Come with Me mit Jazzstandards, Volksliedbearbeitungen und eigenen Kompositionen, gefolgt von Plays Standards - Dedicated to Chet Baker (2015) und Journey (2020), die beide für einen Fonogram Award als „ungarisches Jazzalbum des Jahres“ nominiert wurden. Auch als Songwriterin wurde sie wahrgenommen: Ihr mit Milán Szakonyi entstandener Song You’re Gonna Rise wurde von der Jury der Fernsehshow Dal 2019 unter die Top 30 gewählt. Sie trat auch im Duo mit Milán Szakonyi auf. Im Duo mit Krisztián Oláh veröffentlichte sie 2017 das Album Deep in a Dream. Sie hat außerdem mit Nuria Rial, Tim Ries, Kálmán Oláh, Béla Szakcsi Lakatos, Béla Szakcsi Lakatos Jr., László Dés, András Dés, József Barcza Horváth, Miklós Lukács, Mihály Borbély und Attila László gearbeitet.
Weiterhin unterrichtete Haijdu seit 2009 Jazzgesang an verschiedenen Schulen; seit 2012 lehrt sie am Konservatorium Budapest. Sie wurde von den Lesern von MagyarJazz.hu und Jazzma.hu zur Sängerin des Jahres 2021 gewählt.